# Sébastienne Guyot
Sébastienne Guyot (née le 26 avril 1896 à Pont-l'Abbé dans le Finistère et décédée à Paris le 22 août 1941) est une ingénieure française spécialiste d'aérodynamique, diplômée en 1921 de la première promotion de l'École centrale de Paris ouverte aux femmes. Elle est championne de France de cross crountry et participe également aux Jeux olympiques d'été d'Amsterdam en 1928 sur la distance du 800 mètres. Membre de la Résistance française, elle est arrêtée par les Allemands en 1940 et meurt l'année suivante des suites de son emprisonnement.

## Biographie

### Jeunesse
Sébastienne Guyot naît le 26 avril 1896 à Pont-l'Abbé. Elle est issue d'une famille modeste et a trois frères. Son père Sébastien est gendarme à cheval,. Son frère aîné, Georges (1894-1982), sera pilote de guerre et décoré de la Légion d’honneur en 1917. Ses frères cadets, Roger (1901-1980) et René (1903-1977) seront tous deux polytechniciens.

### Études
Sébastienne Guyot est institutrice dans la région de Vannes lorsqu'elle apprend en 1917 que l’École centrale de Paris (devenue CentraleSupélec en 2015) vient de décider d'accepter des jeunes filles dans ses rangs. Elle démissionne alors de son poste pour préparer le concours au lycée Jules-Ferry, à Paris. Elle est l'une des sept femmes à réussir le concours d'entrée, rejoignant donc la première promotion de l'École centrale de Paris qui accepte des femmes. Elle choisit d'y étudier l'option « mécanique », qui recouvre alors aussi le domaine de l’électricité. Diplômée en 1921, elle sort de l'École 40e sur 243 diplômés (425 élèves avaient été reçus au concours). Ses trois années de Centrale lui laissent le souvenir excellent d'un « bon travail dans une atmosphère de gaieté ».

### Carrière d'ingénieure
Elle travaille de 1921 à 1928 au bureau d'études aéronautiques d'Issy-les-Moulineaux dirigé par Louis de Monge puis de 1929 à 1935, sur les hydravions au sein de l'entreprise Lioré et Olivier d'Argenteuil. Elle y participe en particulier au dessin des fuselages et des coques de plusieurs hydravions. En 1932, elle décide d'apprendre à piloter et achète un avion Farman 231. Elle oriente par la suite ses travaux sur les hélicoptères, participant à la mise au point d'une technique de « soufflage dans les pales du sustentateur » pour éviter de devoir utiliser un rotor anticouple. Elle dépose plusieurs brevets, avec l'ingénieur William Loth, son conseil pour rédiger le brevet.

### Carrière sportive

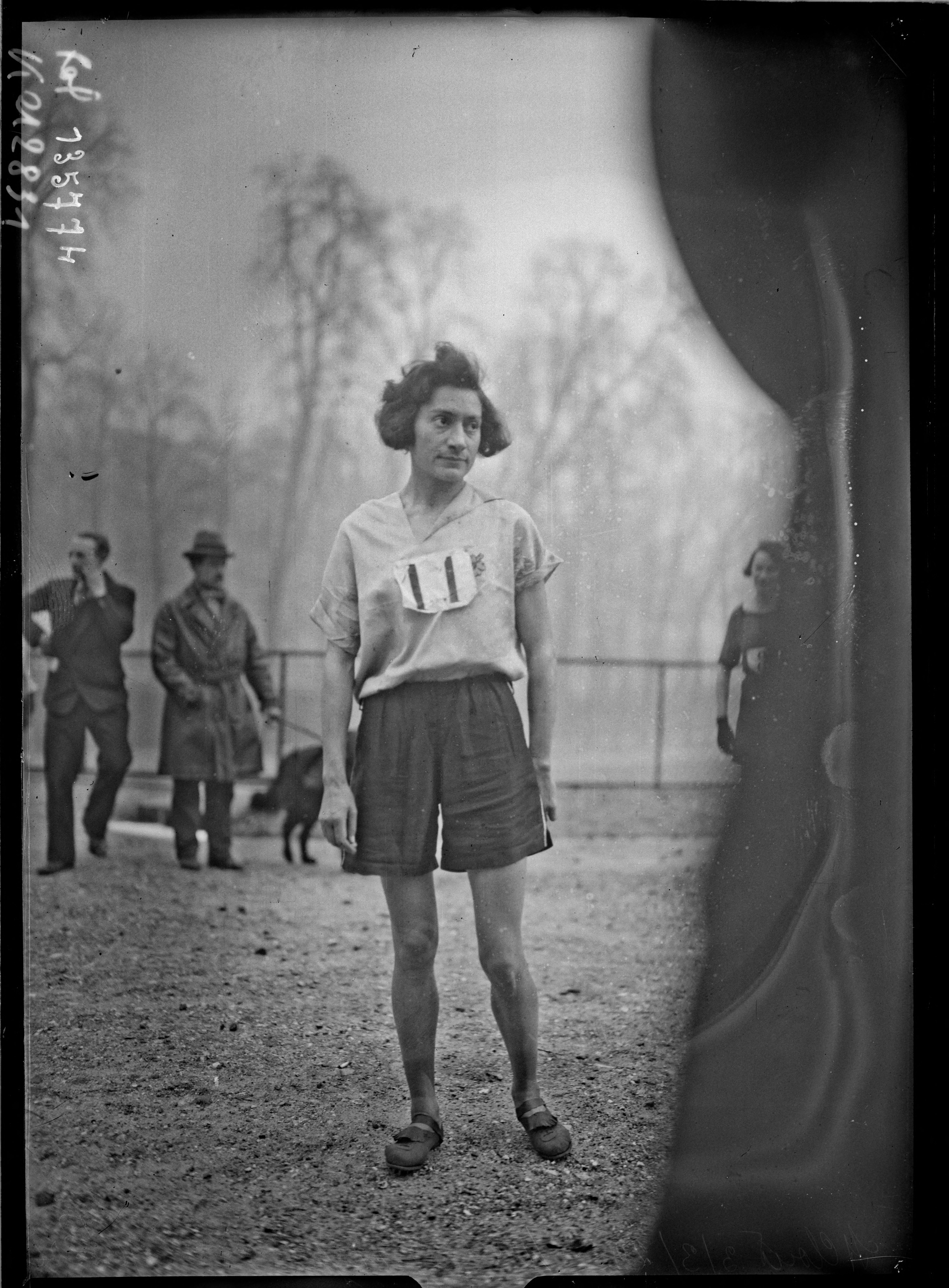
Sébastienne Guyot, gagnante du championnat de France de cross-country féminin le 3 mars 1929 à Saint-Cloud.

Également athlète de haut niveau, elle est championne de France de cross-country 1928,,. Elle participe aux Jeux olympiques d'été d'Amsterdam en 1928 sur 800 mètres mais est éliminée dès la première séries. Elle se classera seconde en 1929 et 1930, année où elle remporte le 800 mètres du match France-Belgique. Elle continuera à s'engager dans des compétitions internationales jusqu'en 1932.

### Seconde Guerre mondiale
Durant la Seconde Guerre mondiale, elle est membre de la Résistance. En 1940, elle essaye de faire évader son frère emprisonné au camp de Mulsanne, près du Mans. Arrêtée par les Allemands en 1940, elle est emprisonnée pendant 6 mois, battue, torturée par la Gestapo. Transportée et soignée à l'hôpital, elle décède de maladie à Paris l'année suivante en raison des mauvaises conditions de son incarcération,.

## Distinctions et hommages

### Décoration
- Médaille de la Résistance française à titre posthume (décret du 31 mars 1947)[9],[3]

### Hommages
Elle est la seule femme dont le nom figure sur le monument aux morts de l’École centrale, situé rue Conté à Paris.
Depuis 2010, une bourse portant son nom est attribuée chaque année à cinq étudiantes de Centrale puis de CentraleSupélec pour financer leurs études à l’École,,. En 2020, son montant est de 8 000 euros par an pendant 3 ans.
En 2015, une édition de la publication « Parcours de Centraliens » lui est consacrée, rédigée par Michel de la Burgade et Luc Bastard.
Son nom est donné à la promotion 2022/2023 des personnels de direction de l'Éducation nationale.
En 2021, CentraleSupélec décide de lui rendre hommage en nommant sa première promotion « Sébastienne Guyot ». Le bâtiment parisien de CentraleSupélec, situé dans le 13e arrondissement de Paris, et dont la première pierre a été posée le 4 novembre 2024 a également été baptisé « Sébastienne Guyot ».

### Odonymie
En 2015, son nom est donné à une des huit rues du nouveau quartier universitaire du Moulon à Gif-sur-Yvette, quartier qui accueille CentraleSupélec à partir de 2017, à la suite de la fusion de Centrale Paris et Supélec.
Son nom est également donné à une rue de Trégueux en 2016, à une voie du campus de l'université Paul-Sabatier à Toulouse en 2017, à une rue de La Selle-en-Luitré, et à une voie d'Albi en 2021.

## Publications et brevets
- Procédé et dispositifs de supersustentation et propulsion pour aéronefs à sustentateurs et propulseurs en mouvement par rapport à lui, Brevet FR746746A du 03-06-1933
- Perfectionnements aux aéronefs et notamment aux aéronefs à sustentateurs et propulseurs en mouvement par rapport à eux, Brevet FR816504A du 10-08-1937
- Perfectionnements aux mobiles (aériens ou sous-marins) à systèmes sustentateurs mobiles par rapport à eux ou systèmes à la fois sustentateurs et propulseurs par rapport à eux, Brevet FR817065A du 25-08-1937
- Perfectionnements à la propulsion, au freinage et à la conduite des mobiles terrestres et marins, Brevet FR825027A du 22-02-1938
- Stabilization of rotating lifting systems, Brevet US2241786A du 13-05-1941